# Érmellék

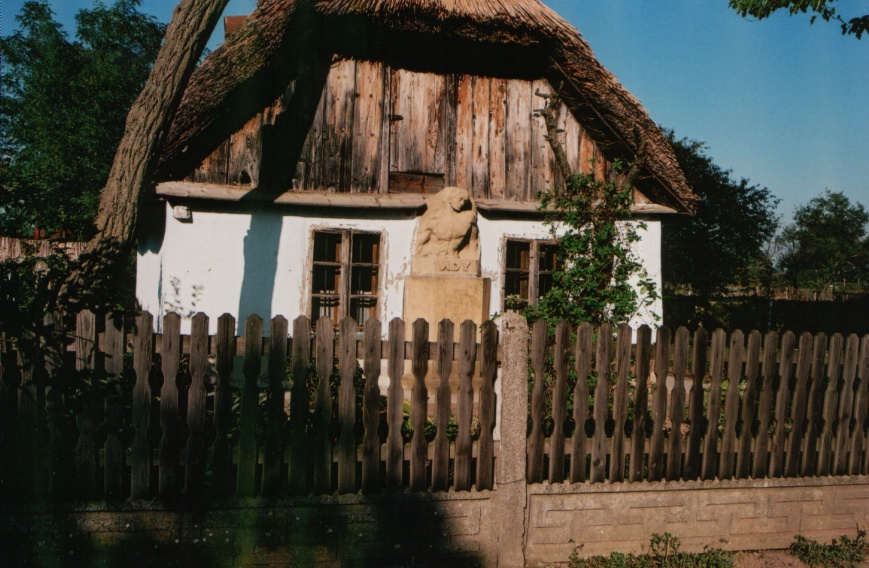
Ady Endre szülőháza Érmindszenten

Az Érmellék a Partium egyik térsége. Elhelyezkedése Bihar és Szilágy megyék közé tehető, Kraszna és Berettyó folyók közé. Nevét a rajta áthaladó Értől kapta. A kisrégió északkeleti, északnyugati felében nagyobb dombok húzódnak. A dombságra a csekély vastartalom és a terméketlenség jellemző. Érmellék híres a bortermeléséről, mivel éghajlata nagyon kedvező erre a mesterségre. Északon, a bortermő felében, számos népes község van, így: Tasnád, Sződemeter, Pele, Malomszeg, Szilágypér, Érendréd, Szalacs, Ottomány, Éradony, Székelyhíd, Bihardiószeg, Szentjobb. Közlekedését a Nagyvárad – Érmihályfalva és a Székelyhíd - Margitta vasútvonal, továbbá az országutak közvetítik.

## Története
Az Ér völgyét több millió év alakította ki. A 250 millió évvel ezelőtti Herciniai-hegységrendszer hatásai figyelhetőek meg a mélyben: egy törésvonala a mélyben az Érmellék alatt húzódik. Erre rakódott rá később a Pannon-tenger vastag üledéke, mely azzal magyarázható, hogy a Kréta időszaktól kezdődően fokozatosan süllyedt a kristályos talapzat. A hegységek kiemelkedése a geológiai újkor végére megállította ezt a süllyedést és a tengeri lerakódást, mellyel egyidejűleg a Pannon-tenger tóvá zsugorodott össze. Az Érmellék mai felszínének kialakítását a eljegesedések közötti melegedések (interglaciális) okozták, amikor a megolvadt vizek az Alföld felé ömlöttek. Az Érmellék kialakulásában fontos szerepet játszott a Szamos, a Tisza, valamint a Kraszna folyók, amelyek hatalmas hordalékkúpot alkottak maguknak. A Tisza és a Szamos is az Érmelléken keresztül talált medret a Körösökhöz. A Würm-glaciális végén megsüllyedt a Bodrogköz és a Szatmári-síkság, így a Tisza és a Szamos is fokozatosan elhagyta az Érmelléket és átváltott mai mederfolyásába. Mintegy 7000 évvel ezelőtt kezdődött az a süllyedéssorozat, amelynek nyomán a Szamos és a Kraszna áradásai megrekedtek az Ecsedi-láp tálszerű süllyedékében. A szárazabb időszakokban a szél kikezdte az iszapos hordalékot és löszös porréteget hagyott a környéken. A vízjárta, lápos, mocsaras területeken gazdag mocsári jellegű növény- és állatvilág alakult ki, míg a magasabb helyeken erdők és tisztások képződtek. Miután a Kraszna is elhagyta a völgyet, a Szekeres erdőből eredő kispatak, az Ér lett a vidék ura. Ebbe az 50–60 km hosszú és 5–10 km széles völgybe ömlött bele még a Kékéc, a Csaholy patak, a Hideg-, László-, Malom- és Móka-Ér, valamint a Szilágysági-dombokról a záporpatakok vize.
Az évek során az Érmellék földrajzi fogalma nem csak a települések alapján tágult ki, hanem kiterjedt a geomorfológiailag hasonló tájegységekre is. Így lehetett az, hogy a középkorban csak néhány települést tekintettek az érmelléki vidék határának, később azonban a Tasnádi-dombvidék településeit, sőt, egy időben, még Margittát is idesorolták. Ma érmellékieknek mondjuk az Ecsedi-láp és Kraszna-síkság, a Tasnádi-dombvidék, a Szalacs-Székelyhíd-dombok és a nyírségi homokbuckák településeit és vidékét, továbbá a nagykárolyi síkvidéken előforduló néhány települést is.
Ez a vidék hosszú időn keresztül mocsári táj arculattal büszkélkedett, ám az Ér vízrendszerének szabályozása sok hasznos lehetőséggel kecsegtette az embereket. 1960-ban az Állami Vízügyi Bizottság elfogadott egy általános csatornázási tervet, melynek kettős célja volt: a folyó mederbeterelése, szabályozása, valamint a lecsapolt terület mezőgazdasági hasznosítása. A munkát 1967-ben kezdték el. Azonban ez a lecsapolás több kárt okozott, mint hasznot, hiszen a lecsapolt vizeket nem öntözésre használták, hanem elterelték, még a kisebb halastavak egy részét is lecsapolták. Az ökológusok javaslatát egy rezervátum kialakítására a kommunista állam figyelmen kívül hagyta, hogy minél több termőföldet nyerhessen a lecsapolt területekből. Ezért rövid időn belül eltűnt a csodás növény- és állatvilág, amely benépesítette az Érmelléket. Egy-egy kisebb területen még ma is próbálja a nád, sás, káka visszanyerni régi területeit, de a kolokán, a terület jellegzetes vízinövénye már csak az emlékekben él. Eltűntek a gémek, a vízityúkok, cankó, poszáta, bíbic, vöcsök-tanyák, a gazdag halállomány is nagyon megritkult, melyek a táj fő állatvilágát alkották. Az emberek sem járnak már a „lapos fenekű hajóval”, amelyekről már csak a temetőkben használt fejfák emlékeznek. Manapság a békászó sas és a hamvas rétihéja fordul meg a vidéken.

## Neve
Az Ér patak megnevezése már a 13. században előfordul: Anonymus mint Humusouer említi. A Károlyi család oklevéltárában Erwyze fluvius, majd Eer fluvius néven szerepel (1338 körül).
Az Érmelléket mint tájnév először a leleszi préposztság oklevéltárában fordul elő 1445-ben Éradony határának említésekor Ermellek terrae arabilis néven.

## Területe
Sokat vitatott kérdés volt, hogy pontosan mettől meddig tart az Érmellék. Az Érmelléket mai értelemben az Ér síkságára, a Krasznától a Berettyóig terjedő területre, a Nyírségi-dombok és a Szilágysági-dombok területére értjük. Ezek szerint a körülhatárolás a következő településeket érinti: északról dél felé haladva Érszentkirály, Érmindszent (Adyfalva), Érgirolt, Gencs, Mezőterem, itt déli irányban Vezend, Portelek, Érdengeleg, Érendréd. Innen nyugatnak kanyarodik a határ, és Piskolt, Érkörtvélyes, Érmihályfalva, Érsemjén, Érselénd, Érkenéz, Székelyhíd, Bihardiószeg esik ide. Keleten Érszakácsi, Tasnádszántó, Érkőrös, Pér, Érbogyoszló, Érolaszi, Érköbölkút, Nagykágya, valamint Biharfélegyháza és ezeknek a környéke zárja közre az Érmelléket. Ez a terület kb 1600 km²-re becsülhető.

## Éghajlata
Éghajlatát a közelében fekvő nagyvárosok (Nagyvárad, Nagykároly) meteorológiai megfigyeléseiből lehet betájolni, pontos adatok, sajnos, nem állnak rendelkezésre. Ezek az adatok azonban teljes mértékben tükrözik a vidék mikroklimatikus viszonyait. Az Érmellék éghajlatát a földrajzi fekvése határozza meg. Mivel a terület az északi szélesség 46-47 fok, keleti hosszúság 22 fok keresztezésében fekszik, időjárási jellege a közép-európai viszonyoknak megfelelően alakul. Akár a sarkvidékről érkező hideg légtömegek, akár a Földközi-tenger felől származó meleg légtömegek eljuthatnak a vidékre. Az Érmellék időjárásának kialakulásában három levegőhalmaz játszik döntő szerepet: a szubtrópusi magas légnyomású légtömeg, mely az Azori-szigetek fölött képződik, az Izland körül kialakuló alacsony légnyomású ciklon, valamint az eurázsiai szárazföld belsejében kialakuló nagy légritkulás, ami kiadós záporokat idéz elő nyáron. Az Ér síksága mindegyik hatóközponttól messze fekszik, de mindegyiktől majdnem egyforma távolságra. Ez az átmenet okozza azt, hogy itt szeszélyes időjárás alakulhat ki. Ám a hőmérséklet soha nem emelkedett 40 Celsius-fok fölé és -40 fok alá, ezért a terület a mérsékelten szárazföldi éghajlat övezetébe sorolható.
A hőmérséklet sokévi átlaga Nagyváradon 10,6 Celsius-fok, Nagykárolyban 9,8 Celsius-fok. Ezek alapján az Érmelléken halad át a 10 fokos izoterma vonal. A legmagasabb hőmérsékletet Bihardiószegen jegyezték fel 1952. augusztus 18-án: kereken 40 Celsius-fokot. A levegő páratartalma nyáron alig 20-25%, míg télen elérheti akár a 90%-ot is. Az évi csapadékeloszlás nem egyenletes: gyakran előfordulnak csapadékos évek, majd száraz periódusok.

## Növény- és állatvilága
A lecsapolás előtt a vidék a hínárral borított tavak, a végtelen nádrengetegek, az ingoványos mocsarak és zsombékok birodalma volt. Néhol még felfedezhető itt az őstáj néhány jellegzetes vonása. Az évezredek során a mocsári talajra lerakódott pollenszemek tanúsítják, hogy a terület növénytakarójának a kialakulása hosszú fejlődés eredménye. A Gálospetriből származó leletek bizonyították, hogy a mamut, az ősrinocérosz, valamint az ősjávorszarvas is jelen volt a vidéken. Egyes napvilágra került fosszilis madárcsontok arra utalnak, hogy egykor ennek a vidéknek a siketfajd, sőt a sarki hófajd is lakója volt. A természetes növényzet átalakítása során elsőként az erdők estek áldozatul: mintegy 300 évvel ezelőtt még hatalmas szálerdők borították a vidéket.
A terület flórájának első szakavatott kutatója Janka Viktor, híres botanikus volt. Az ő nevét viseli az a ritka növényfaj (Fumaria jankae), melynek máig ismert termőhelyei csak az Érmelléken találhatók. A kutatások 1996-os szakaszában a vidékről 1048 virágos növény, valamint harasztfaj ismert. Legnagyobb arányszámban (43,7%) az Európa és Ázsia északi mérsékelt égövében honos csoportba tartozó fajok vannak jelen. A terület vegetációjának legjellegzetesebb képviselői a vízi- és mocsári növénytársulások. A vízben szabadon lebegő hínárnövényzet legismertebb képviselője a kolokán (Stratiotes aloides) volt, ma már azonban teljesen eltűnt a vidékről a lecsapolások következményeként. A gazdag halállomány, a Duna-deltához hasonlóan gazdag madárvilág is ilyen sorsra jutott.

## Lakossága

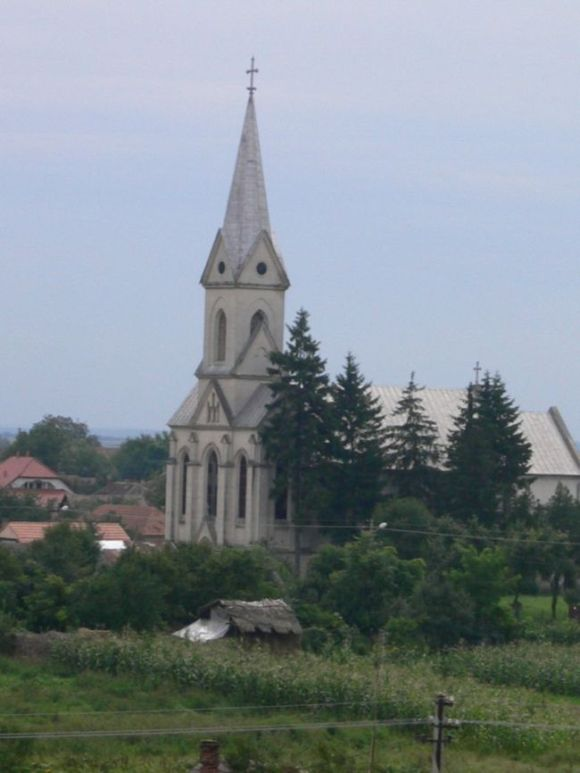
Az érmihályfalvi katolikus templom

Régészeti leletek alapján ezen a vidéken a pattintott kőkorszak végén jelentek meg emberek. Valószínűleg csak ideiglenesen tartózkodtak a túlnyomórészt mocsaras helyen, a terület valódi benépesedésére a csiszoltkő-korszakban került sor. Mintegy Kr. e. 2000 évvel a szépen fejlődő kultúrát valamilyen természeti csapás érhette és a települések elnéptelenedtek. Ezzel egyidőben egy harciasabb és fejlettebb technológiával rendelkező néptörzs is a területre nyomult, mely később megtelepedett a mocsár közötti tisztásokon. Ekkor már a bronzkor köszöntött a vidékre. Fő foglalkozásuk az állattenyésztés és vadászat, halászat volt, csakúgy mint a következő nemzedékeknek egészen a 20. századig. Abban az időben volt egy időszak, amikor a békés együttélésnek köszönhetően egy sajátos kultúra alakult ki, melyet Ottományi-kultúrának neveznek, mivel Ottomány környékén találtak először a régészek erre utaló leleteket. Ez a kultúra széles körben elterjedt, még Szlovákiáig és Lengyelországig is eljutott. A vaskor az Érmelléken körülbelül Kr. e. 800-as, 700-as években jelentkezett. A népvándorlások közepette a kelták Kr. e. 350-150 között maradtak e tájon. Utánuk valószínűleg dák és szarmata népcsoportok pásztorkodtak itt, méghozzá szabadon, mert a rómaiak elkerülték ezt a mocsaras vidéket. Később megint elnéptelenedett, egészen Kr. u. 300 körülig, mikortól kezdve szórványosan áthaladtak a vidéken gót, hun, gepida és avar néptörzsek, de nem telepedtek meg itt. Később szláv letelepedésről árulkodnak régészeti leletek. A 900-as évek táján a magyarok hódították meg a tájat és telepedtek le itt is.
Az idő folyamán sokat változott a terület népessége, volt kisebb, nagyobb létszámmal is, csak nemrég alakult ki tartósabb, nagyobb lélekszám. Ez kb. 90-100 ezer főt jelent. Székelyföld és Kalotaszeg mellett itt él még nagyobb tömbben magyarság, így javarészt magyar többségű települések vannak.

## Érmellék híres szülöttei
- Adonyi Nagy Mária (Éradony, 1951. október 6. –) költő
- Ady Endre (Érmindszent, 1877. november 22. - Budapest, 1919. január 27.) költő
- Andrássy Ernő (Szalacs, 1894. április 10. − Érmihályfalva, 1968. május 1.) párciumi magyar orvos, ornitológus, régész, az „Érmellék utolsó polihisztora”
- Ábrányi Kornél, születési nevén Eördögh Kornél (Szentgyörgyábrány, ma Nyírábrány, 1822. október 15. – Budapest, 1903. december 20.) magyar zenei író,zeneszerző, zongoraművész, zenepedagógus
- Csécsy (Nagy) Imre (Érkeserű, 1804. november 28. - Debrecen, 1847. július 23.) orvos, író
- Csiha Kálmán (Érsemjén, (Barantó) 1929. szeptember 17. - Marosvásárhely, 2007. november 7.) református püspök, költő
- Diószegi Kis István (Bihardiószeg, 1635 körül – Bihardiószeg, 1698. június 22.) református püspök
- Fráter Lóránd (Érsemjén, 1872. május 17. - Érsemjén, 1930. március 12.) zeneszerző, dalköltő
- Fényes Elek (Csokaly, 1807. július 7. - Újpest, 1876. július 23.) statisztikus
- Harag György (Margitta, 1925. június 4. – Marosvásárhely, 1985. július 10.) erdélyi magyar színházrendező, színész.
- Horváth Imre (Margitta, 1906. november 4. – Nagyvárad, 1993. április 11.) erdélyi magyar költő.
- Irinyi József (Albis, 1822 - Budapest, 1859) ügyvéd, hírlapíró
- Irinyi János (Albis, 1817 - Vértes, 1895) vegyész, a zajtalan és robbanásmentes gyufa feltalálója
- Javorek István (Székelyhíd, 1943. január 6.) tanár, erő és kondicionáló edző https://en.wikipedia.org/wiki/Istvan_Javorek
- Kazinczy Ferenc (Érsemjén, 1759. október 27. - Szeghalom, 1831. augusztus 23.) író
- Károlyi Gáspár (a protestáns gyakorlatban: Károli Gáspár; Nagykároly, 1529 körül – Gönc, 1592. január 3.
- Kölcsey Ferenc (Sződemeter, 1790. augusztus 8. - Cseke, 1838. augusztus 24.) költő
- Máté Imre (Érmihályfalva, 1936. február 14. – Érmihályfalva, 1989. december 8.) költő
- Nóti Károly (Tasnád, 1892. február 1. – Budapest, 1954. május 28. vagy május 29.) magyar író, újságíró, forgatókönyvíró, kabarészerző.
- Popp Aurél (Érkávás, 1877. augusztus 30. - Nagybánya, 1960. augusztus 8.) tanár, képzőművész
- Számadó Ernő (Budapest, 1907. december 11. - Érkeserű, 1983. március 31.) író, költő
- Zelk Zoltán (Érmihályfalva, 1906. december 18. – Budapest, 1981. április 23.) költő, prózaíró